# Langelurillus orbicularis
Langelurillus orbicularis là một loài nhện trong họ Salticidae.
Loài này thuộc chi Langelurillus. Langelurillus orbicularis được Wanda Wesołowska & Cumming miêu tả năm 2008.